# جاست جوردن
فقط جوردن (بالإنجليزية: Just Jordan)‏ مسلسل سيت كوم أمريكي عرض على قناة نكلوديون من 7 يناير 2007 إلى 5 إبريل 2008 ,وهو يتكون من 29 حلقة.

## مقدمة
المسلسل يحكي ماحدث للشاب جوردن لويس، الذي انتقل من ليتل روك إلى لوس أنجلوس. للعمل في مطعم جده البخيل، والسكن مع أخته السخيفة الأصغر سنا، وتكوين الصداقات مع الفتيان والفتيات في مدرسته الجديدة. عرضت بعض من الحلقات مترجمة باللغة العربية في قناتي إم تي في أرابيا وإم بي سي 4.

## الإنتاج
كان الموسم الأول من وهو يبلغ 14 فقط جوردن 13 حلقة، واستمر من 7 يناير 2007 إلى 10 أغسطس 2007. بدأ الموسم الثاني، الذي تم تصويره أمام جمهور الاستوديو علي الهواء، 16 سبتمبر 2007 وانتهي في 2 مارس 2008، مع حلقة من جزئين. وشهد الموسم الثالث فقط ثلاث حلقات، والتي أضيفت لاحقا إلى الموسم الثاني، ولكن مع رموز الإنتاج نفسه. وكان إنتاج سلسلة توقفت بسبب الإضراب الكاتب 2007-2008، مع نيكلوديون اتخاذ القرار إلي إلغاء هذه السلسلة. في كل شيء، وكان الموسم الثاني ما مجموعه 16 حلقة.

## روابط خارجية
- جاست جوردن على موقع IMDb (الإنجليزية)
- جاست جوردن على موقع ميتاكريتيك (الإنجليزية)
- جاست جوردن على موقع روتن توميتوز (الإنجليزية)
- جاست جوردن على موقع كينوبويسك (الروسية)
- جاست جوردن على موقع ألو سيني (الفرنسية)
- جاست جوردن على موقع قاعدة بيانات الفيلم (الإنجليزية)